# Izmalkovo
Izmalkovo (in russo Измалково?) è un villaggio della Russia europea, situato nell'oblast' di Lipeck; è il centro amministrativo del distretto Izmalkovskij.